# Filztuchfabrik Thomas Josef Heimbach

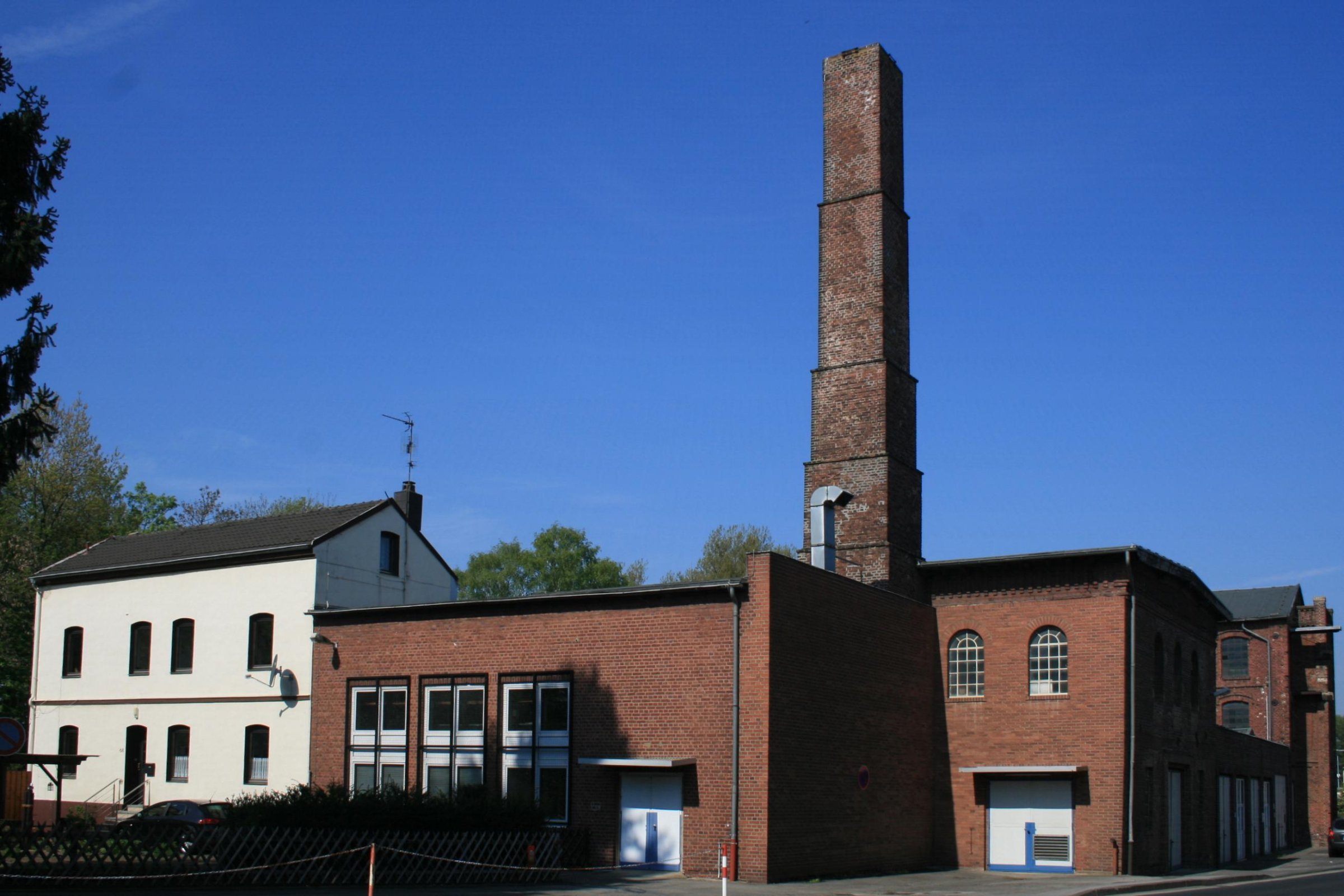

Die Filztuchfabrik Thomas Josef Heimbach  steht im Dürener Stadtteil Mariaweiler in Nordrhein-Westfalen in der Straße An Gut Nazareth 73.
Die Gebäude wurden in der Mitte des 19. Jahrhunderts erbaut, und zwar auf dem Gelände der ehemaligen Krutzmühle.
Es handelt sich um eine ältere Gebäudegruppe am Mühlenteich, bestehend aus zwei giebelständigen zwei- und dreigeschossigen Backsteingebäuden mit Rund- und Sichtbogenfenstern. Zum Fabrikgelände gehört ein abgestufter Vierkantschornstein.
Das Bauwerk ist unter Nr. 9/001 in die Denkmalliste der Stadt Düren eingetragen.